# Eyrie Summer Home

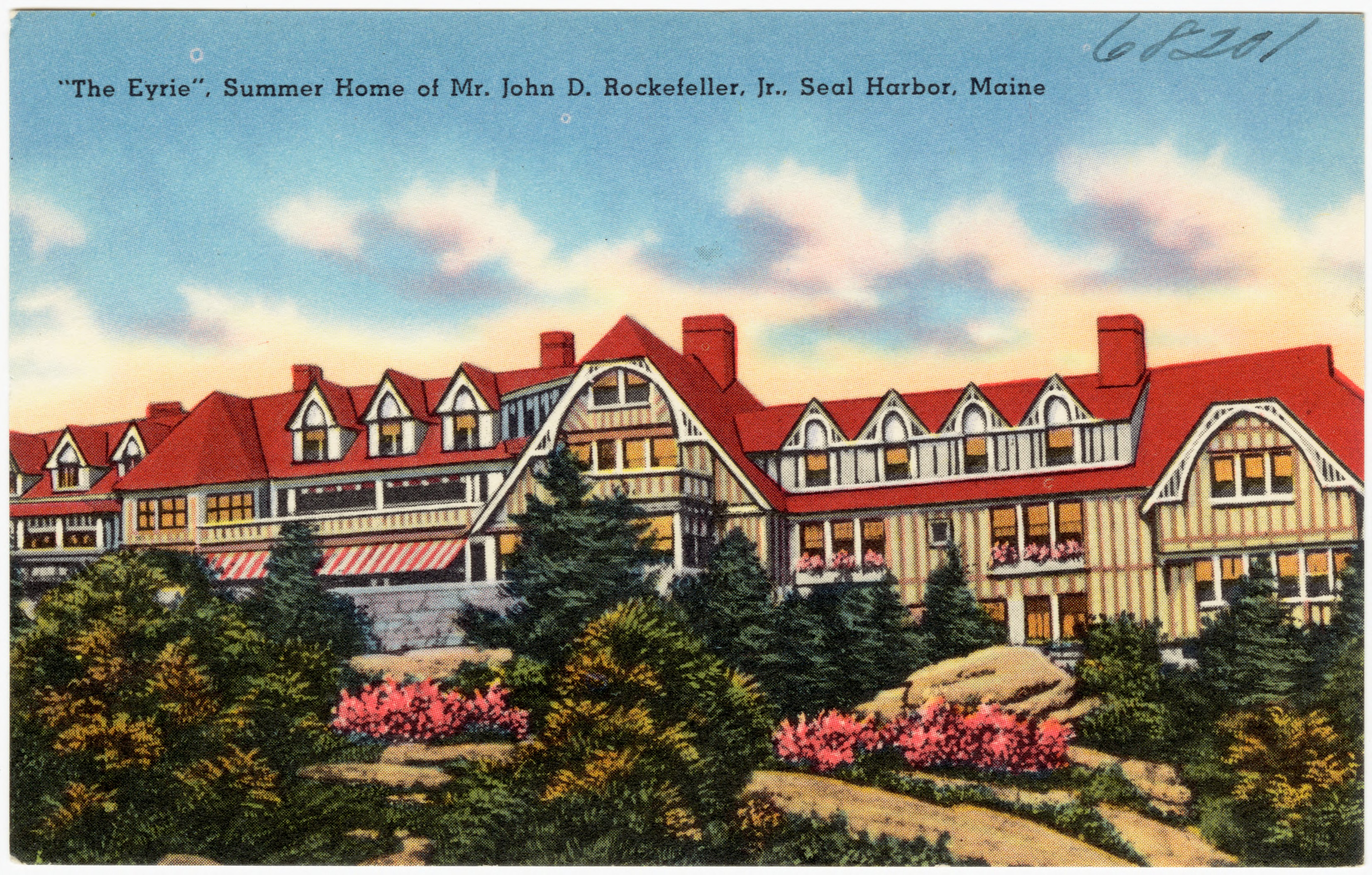
A Eyrie Summer Home de John D. Rockefeller, Jr., Seal Harbor, Maine (68201)

A Eyrie Summer Home era a residência de verão, localizada em Seal Harbor, Maine, da família Rockefeller . Foi comprada por John D. Rockefeller, Jr. em 1910. Rockefeller supervisionaria a expansão da casa de campo original em 1914. O local actual é o lar do Jardim Abby Aldrich Rockefeller .